# Sarcophaga walshi
Sarcophaga walshi är en tvåvingeart som beskrevs av Ho 1938. Sarcophaga walshi ingår i släktet Sarcophaga och familjen köttflugor. Inga underarter finns listade i Catalogue of Life.